# Tomáš Hübschman
Tomáš Hübschman (Prága, Csehszlovákia, 1981. szeptember 4. –) cseh labdarúgó. Hátvédként és középpályásként is bevethető volt. A cseh válogatottal részt vett a 2004-es és a 2012-es Európa-bajnokságon.

## Pályafutása

### Sparta Praha
Hübschman 1999-ben került fel a Sparta Praha első csapatához, de nem jutott állandó játéklehetőséghez, ezért a 2000/01-es szezont kölcsönben a Jablonec 97-nél töltötte. Visszatérése után fontos tagja lett a Spartának, a 2002/03-as BL-szereplés során minden meccsen pályára lépett. A következő évadban nagy szerepe volt abban, hogy csapta a negyeddöntőig jutott. Az idény végén a Cseh Kupát is megnyerte a klubbal.

### Sahtar Doneck
A Csehországban eltöltött sikeres évei után Hübschmant leigazolta a Sahtar Doneck, a hírek szerint 3 millió eurót fizettek érte. Azonnal fontos tagjává vált a csapatnak, első két szezonjában két bajnoki címet nyert, 2009-ben pedig az UEFA-kupát is elhódította a csapattal. 2012 áprilisában remek teljesítményt nyújtott a Dinamo Kijiv elleni rangadón, a mérkőzés legjobbjának is megválasztották.

### A válogatottban
Hübschman 2001 óta tagja a cseh válogatottnak. Részt vett a 2004-es Eb-n, de ott csak kis szerep jutott neki. Játszott a 2006-os világbajnokság selejtezőin is, de a tornára nem vitte ki a szövetségi kapitány. A 2012-es Eb-n a csehek mindhárom csoportmeccsén pályára lépett.

## Sikerei, díjai

### Klubcsapatban

#### Sparta Praha
- Cseh bajnok: 1999/00, 2002/03
- Cseh kupagyőztes: 2004

#### Sahtar Doneck
- Ukrán bajnok: 2004/05, 2005/06, 2007/08, 2009/10, 2010/11, 2011/12
- Ukrán kupagyőztes: 2008, 2011, 2012
- Ukrán szuperkupagyőztes: 2005, 2008, 2010
- UEFA-kupa-győztes: 2009

## Fordítás
- Ez a szócikk részben vagy egészben  a   Tomáš Hübschman című angol Wikipédia-szócikk fordításán alapul.  Az eredeti cikk szerkesztőit annak laptörténete sorolja fel. Ez a jelzés csupán a megfogalmazás eredetét és a szerzői jogokat jelzi, nem szolgál a cikkben szereplő információk forrásmegjelöléseként.

## Külső hivatkozások
- Tomáš Hübschman válogatottbeli statisztikái
- Tomáš Hübschman pályafutásának statisztikái